# Valentina Ghețu
Valentina Ghețu (n. 16 octombrie 1953) este o agronomă din Republica Moldova, deputat în legislatura 2021-2025 a Parlamentului Republicii Moldova, reprezentantă a Partidului Acțiune și Solidaritate (PAS).

## Biografie
Ghețu a absolvit Colegiul Agricol din Țaul, raionul Dondușeni.
În 1973-1976, a lucrat în calitate de agrotehniciană la ferma colectivă din Zăbriceni, raionul Edineț. Apoi, în 1976-1994, a fost ingineră logistică la Întreprinderea Specializată de Reparații Edineț SA („Moldselhoztehnica”). În 1994-2009 a fost agronom-șef la Inspectoratul de Stat de Protecție a Plantelor și consultantă în protecția plantelor la Centrul de informare și consultanță în agricultură al Federației Naționale a Fermierilor din Edineț. Începând cu 2010, a lucrat ca agronomă la un SRL.

### Activitate politică
A candidat cu numărul 78 pe lista Partidului Acțiune și Solidaritate la alegerile parlamentare din 2021. PAS a obținut 63 de mandate, astfel încât Ghețu nu a acces imediat în Parlament, ci mai târziu, în octombrie 2023, înlocuind-o pe colega sa de partid Ana Calinici⁠(d).